# Spilosoma walsinghamii
Spilosoma walsinghamii là một loài bướm đêm thuộc phân họ Arctiinae, họ Erebidae.